# ルートヴィヒ・フォン・アンハルト＝ケーテン
ルートヴィヒ・フォン・アンハルト＝ケーテン（Ludwig von Anhalt-Köthen, 1778年9月25日 - 1802年9月16日）は、アンハルト＝ケーテン侯カール・ゲオルク・レープレヒトとルイーゼ・フォン・ホルシュタイン＝ゾンダーブルク＝グリュックスブルクの三男。

## 生涯
1798年よりデンマーク軍の国王連隊の少佐となり、そこで軍事訓練を受けた。1801年に軍務を辞し、プロイセン軍に入った。
1793年に兄のカール・ヴィルヘルムがオブルシの戦いの傷がもとで死去した後、ルートヴィヒは長兄のアウグストの継承者となる予定であった。しかし、1802年にルートヴィヒが突然死去したとき、兄のアウグストには子供がいなかった。そのため息子のルートヴィヒ・アウグストが継承者となった。
シャルロッテンブルクの彫刻家ハンス・アルノルトは、ルートヴィヒの記念碑を制作し、1907年6月21日にケーテンで除幕式が行われた。

## 結婚と子女
1800年9月20日、ルートヴィヒはヘッセン＝ダルムシュタット方伯ルートヴィヒ1世の娘ルイーゼ・カロリーネ・テオドラ・アマーリエ（1779年1月15日 - 1811年4月18日）と結婚した。この結婚で以下の子女が生まれた。
- フリードリヒ・ヴィルヘルム・アウグスト（1801年7月7日 - 1801年10月29日）
- ルートヴィヒ・アウグスト（1802年9月20日 - 1818年12月18日） - アンハルト＝ケーテン公